# 모노노베노 아라카비
모노노베노 아라카비(일본어: 物部 麤鹿火 물부 추록화[*]) 혹은 모노노베 아라카이(物部荒甲)는 고훈 시대의 호족으로 모노노베노 마사라(物部麻佐良)의 아들이다.

## 생애
오무라지(大連)로 임명된 시기는 명확하지 않지만, 『일본서기』의 부레쓰 천황 즉위 이전 기록에서부터 오무라지로 기록되었다 부레쓰가 붕어한 후, 게이타이 천황의 즉위를 추진하고 그의 즉위 후 다시 오토모노 카네무라(大伴金村)와 함께 오무라에 임명되었다.
게이타이 천황 6년(512년) 12월, 백제에 임나 4현을 할양한다는 일본서기의 기사에서 아라카비는 백제 사신에게 할양을 인정하는 전칙사(宣勅使)로 임명되었지만, 아내의 간언을 듣고 생각을 바꾸어 병을 핑계로 그 역할을 사임하였다. 527년 6월, 규슈 북부 쓰쿠시국의 국조 이와이(磐井)가 일으킨 이와이의 난을 토벌하는 장군으로 임명되어 천황으로부터 쓰쿠시 지역의 통치권을 위임받았다. 이듬해 11월, 쓰쿠시국 미이군(御井郡)에서 이와이를 처형하여 이와이의 난을 평정했다.
그 후 안칸 천황과 센카 천황대에도 오무라를 역임하였으며, 센카 원년(536년) 7월에 사망하였다.
『고사기』에도 '모노노베 아라카츠(物部荒甲)'로 기록되어 있으며, 카네무라와 함께 쓰쿠시국의 이시이(石井, 이와이) 토벌에 참여한 기록이 있다. 『신찬성씨록(新撰姓氏録)』에 따르면, 그의 후손으로는 다카오카씨(高岳氏) 등이 있다.

## 가계
- 아버지: 모노노베 마사라(物部麻佐良)
- 어머니: 스와노 아타이(洲羽直)의 딸 미마코(妹古)
- 아내: 불명
- 자녀:
  - 아들: 모노노베 이와유미(物部磐弓, 石弓若子), 모노노베 모토(物部毛等, 毛等若子)[6]
  - 딸: 모노노베 카게히메(物部影媛)[7]